# بنک (کنگان)
شهر بِنَک (به کسره اول و فتحه دوم) شهری است از توابع بخش مرکزی شهرستان کنگان استان بوشهر در جنوب ایران. شهر بنک دارای یکی از زیباترین سواحل ماسه‌ای جنوب کشور می‌باشد. بنک در سال ۱۳۸۲ به شهر تبدیل گردید.

## موقعیت
بنک شهری از توابع شهرستان کنگان است که در منتهی‌الیه حدود غربی این شهرستان واقع شده‌است. ارتفاعش از سطح دریا ۱۰۰ متر می‌باشد، و در حدود ۳ کیلومتر از ساحل فاصله دارد.
از شمال راه ارتباطی، از جنوب خلیج فارس، از مغرب راه ارتباطی، و از سمت مشرق به بندر کنگان محدود می‌گردد.
مساحت قانونی محدوده شهر ۴۸۵هکتار و مساحت حریم شهر ۲۱۷۷هکتار می‌باشد. شهرداری بنک در سال ۱۳۸۳تاسیس گردید

## جمعیت و مردم
بیشترساکنان این شهر دارای مذهب شیعه می‌باشند. همچنین اهل تسنن نیز در این شهر زندگی می‌کنند و از پیروان مذاهب: شافعی و مالکی هستند و به زبان فارسی وعربی تکلم می‌کنند.
پیروان مذهب تشیع در این شهر در کنار اهل تسنن با آرامش زندگی می‌کنند.
بر پایه سرشماری عمومی نفوس و مسکن در سال ۱۳۹۵ جمعیت این مکان ۱۴٬۱۲۶ نفر (۳٬۸۰۷ خانوار) بوده‌است.

## تاریخچه و وجه تسمیه
رضا طاهری در کتاب از مروارید تا نفت: در کناره شهر کنگان و بنک بر اساس نوشته‌های جغرافی نگاران قرن اول تا ۶ هجری دهی کوچک به نام خورشیف یا خورشید را جستجو می‌کند و معتقد است این روستای باستانی در محدوده بنک و کنگان یا در محدوده بنک و بردستان می‌باشد.
بَنک: بُنه +ک = محل بُنه و بار انداختن. بنه به معنای باروبنه یا بنه به معنای بنه و تنگه درختان.
ساکنان اصلی شهر بنک کشاورزانی بوده‌اند که برای گذراندن زندگی خود به این مکان آمدند. ابتدا درکپرها و کومه‌هایی که از برگ خرما و چوب‌های درختان بومی چون گز، کنار و کرت برپا داشته‌اند به سر می‌بردند. به این کپرها و کومه‌ها بُنه می‌گفتند. بنه در اصطلاح عامیانه به تقسیم اراضی و تقسیم کار می‌گفته‌اند و بنه بندی نیز گفته شده‌است در زبان محلی بنه به معنی جمع کردن خرمن یا عبارت دیگر خرمن جا نیز گفته می‌شده‌است در ضمن در منطقه درختان بنه وجود دارد. رفته بُنه به بُنک تبدیل شده و پس از آن به بَنَک تبدیل شده‌است.
نام شهر بنک از نام «بنه» که در گذشته نوعی تقسیم اراضی و تقسیم کار بوده‌است گرفته شده و در اصطلاح «بنه بندی» نیز گفته شده‌است علاوه بر این توصیف، در زبان محلی «بنه» به معنی جمع کردم خرمن و با عبارت دیگر خرمن جا نیز گفته می‌شود در ضمن در منطقه درختان «بنه» نیز وجود دارد که احتمال اینکه نام شهر از این گیاه گرفته شده باشد وجود دارد

## جاذبه‌های گردشگری
- پارک ساحلی (به فاصله ۳کیلومتر در غرب شهر)
- پارک جنگلی (واقع در انتهای بلوار شهرداری)
- پارک کوهستانی (واقع در دامنه کوه)
- جنگل دریایی حرا (واقع در شمال پارک ساحلی)